# Team Eurosped 2019-2020
Questa voce raccoglie le informazioni riguardanti il Team Eurosped nelle competizioni ufficiali della stagione 2019-2020.

## Organigramma societario
Area direttiva
- Presidente: Marcel Jansink

Area tecnica
- Primo allenatore: Jan Berendsen

## Rosa
| N° | Nome                      | Ruolo | Data di nascita   | Nazionalità sportiva |
| -- | ------------------------- | ----- | ----------------- | -------------------- |
| 1  | Susanne Kos               | L     | 5 gennaio 2000    | Paesi Bassi          |
| 2  | Charlotte Haar            | P     | 12 maggio 1999    | Paesi Bassi          |
| 3  | Ester de Vries            | S     | 26 febbraio 1992  | Paesi Bassi          |
| 4  | Eline Gommans             | C     | 2 luglio 1994     | Paesi Bassi          |
| 5  | Kirsten Wessels           | S     | 4 agosto 1998     | Paesi Bassi          |
| 6  | Dagmar Boom               | S     | 1º maggio 2000    | Paesi Bassi          |
| 7  | Charlot Vellener          | P     | 30 maggio 2001    | Paesi Bassi          |
| 8  | Vera Mulder               | O     | 14 settembre 2000 | Paesi Bassi          |
| 9  | Eline Timmerman           | C     | 30 dicembre 1998  | Paesi Bassi          |
| 10 | Jolien Knollema           | S     | 5 gennaio 2003    | Paesi Bassi          |
| 11 | Lobke Overtoom            | O     | 24 novembre 1996  | Paesi Bassi          |
| 12 | Marianne het Lam-Scholten | C     | 19 settembre 1991 | Paesi Bassi          |

## Statistiche

### Statistiche di squadra
| Competizione          | Punti | In casa | In casa | In casa | In trasferta | In trasferta | In trasferta | Totale | Totale | Totale |
| Competizione          | Punti | G       | V       | P       | G            | V            | P            | G      | V      | P      |
| --------------------- | ----- | ------- | ------- | ------- | ------------ | ------------ | ------------ | ------ | ------ | ------ |
| Eredivisie            | 46    | 10      | 9       | 1       | 12           | 9            | 3            | 22     | 18     | 4      |
| Coppa dei Paesi Bassi | -     | 0       | 0       | 0       | 2            | 1            | 1            | 2      | 1      | 1      |
| Totale                | -     | 10      | 9       | 1       | 14           | 10           | 4            | 24     | 19     | 5      |